# Slag bij Vermillion Bayou
De Slag bij Vermillion Bayou vond plaats op 17 april 1863 tijdens de Amerikaanse Burgeroorlog. Na de Slag om Fort Bisland en de Slag bij Irish Bend was het de derde slag tussen de Noordelijke generaal Nathaniel P. Banks en de Zuidelijke generaal Richard Taylor.

## Achtergrond
Nadat Banks erin geslaagd was om het Zuidelijke leger uit de Bayou Teche regio te verdrijven na de Slag bij Irish Bend, zette hij zijn opmars naar Alexandria, Louisiana voort. De Zuidelijken probeerden de vijandelijke opmars voor een derde keer te vertragen bij Vermillion Bayou.

## De slag
Taylors leger trok zich terug langs de Teche-rivier. Ze staken een brug over bij Vermillion Bayou. Om de vijandelijke opmars te vertragen staken ze de brug in brand en stopten daarna om te rusten. Banks splitste zijn leger in twee. Eén deel stuurde hij naar de brug. Het tweede deel moest de flank aanvallen van de vijand. Toen de Noordelijke troepen binnen het bereik van de Zuidelijke artillerie kwam, werd het vuur op hen geopend. De Noordelijken slaagden erin hun eigen artillerie op te stellen en een artillerieduel volgde. Tijdens de nacht trok Taylor zijn mannen terug.

## Gevolgen
Hoewel Taylor er niet in geslaagd was om Banks een nederlaag toe te brengen, was hij er wel in geslaagd om de opmars van Banks te vertragen.